# Marijn Verburg
Marijn Verburg (1979) is een Nederlands voormalig tafeltennisster. Ze speelde in de Nederlandse eredivisie voor Fürst Heerlen en Red Stars (Venray).
Verburg begon bij Fürst, van waaruit ze verkaste naar Nieuwenhagen. Door te gaan spelen voor (toenmalig) eredivisionist Red Stars keerde ze daarop terug in Limburg. Vanuit Venray vertrok ze vervolgens naar het Duitse DJK Willich, waarmee ze in de Regionalliga uitkwam. Op haar 26e kreeg Verburg een telefoontje van Herman Friskes en Hans Lingen, die haar terug naar Fürst haalden. Ze speelde er vervolgens samen met onder meer Li Jiao, Ni Xia Lian, Nadine Bollmeier en Karen Opdencamp, waarmee ze twee landskampioenschappen en het winnen van de Europa Cup 1 vierde. Verburg diende voornamelijk als reservespeelster voor Fürst, dat zowel landelijk als Europese wedstrijden af te werken had. Tegelijkertijd functioneerde ze bij de Heerlense ploeg als fysiotherapeute.
Na de voorjaarscompetitie van 2008 hing Verburg haar batje aan de wilgen. Ze vond dat ze op haar 29e alle hoogtepunten die binnen haar bereik lagen had meegemaakt en daarom bewust met spelen kon stoppen, om zich volledig op haar werk als fysiotherapeut te gaan concentreren.

## Erelijst
- Landskampioen 2006/07 en 2007/08 (met Fürst)
- Winst European Champions League 2007/08 (met Fürst)